# Rhopalophora tenuis
Rhopalophora tenuis är en skalbaggsart som först beskrevs av Louis Alexandre Auguste Chevrolat 1855.  Rhopalophora tenuis ingår i släktet Rhopalophora och familjen långhorningar.
Artens utbredningsområde är:
- Costa Rica.
- Guatemala.
- Honduras.

Inga underarter finns listade i Catalogue of Life.